# Ахил (село)
Вижте пояснителната страница за други значения на Ахил.
А̀хил или А̀йл (на гръцки: Άγιος Αχίλλειος, Агиос Ахилиос) е село в Република Гърция, в дем Преспа, област Западна Македония.

## География
Селото е разположено на едноименния остров Ахил или Свети Ахил в Малото Преспанско езеро, който е свързан с брега с понтонен мост. Отдалечено е на 50 километра западно от град Лерин (Флорина).

## История

### Средновековие
На остров Свети Ахил са развалините на средновековния български град Преспа с базиликата „Свети Ахил“, в която е открито погребението на цар Самуил.

### В Османската империя
В края на XIX век Ахил е малко българско рибарско село. Според Стефан Веркович в 1889 година в Ахил има 17 домакинства със 74 жители българи. В „Етнография на вилаетите Адрианопол, Монастир и Салоника“, издадена в Константинопол в 1878 година и отразяваща статистиката на населението от 1873 година, Ахил (Ahil) е посочено като село в каза Ресен с 13 домакинства и 36 жители българи.
Според статистиката на Васил Кънчов („Македония. Етнография и статистика“) в 1900 година в Ахилъ (Айлъ) живеят 60 българи.
На Етнографската карта на Битолския вилает на Картографския институт в София от 1901 година Ахил е чисто българско село в Битолската каза на Битолския санджак с 11 къщи.
Цялото село е под върховенството на Цариградската патриаршия. По данни на секретаря на Българската екзархия Димитър Мишев („La Macédoine et sa Population Chrétienne“) в 1905 година в Ахил има 24 българи патриаршисти гъркомани.

### В Гърция
През Балканската война в 1912 година в селото влизат гръцки части и след Междусъюзническата в 1913 година селото остава в Гърция. Боривое Милоевич пише в 1921 година („Южна Македония“), че Айл (Аjл) има 13 къщи славяни християни. По време на Гражданската война цялото население на Ахил го напуска, като част от жителите му се връщат след войната.
Според изследване от 1993 година селото е „славофонско“ и „македонският език“ в него е запазен на средно ниво.
| Име         | Име            | Ново име     | Ново име       | Описание                               |
| ----------- | -------------- | ------------ | -------------- | -------------------------------------- |
| Голема чука | Γκολέμα Τσούκα | Дафномилис   | Δαφνομήλης     | връх в Цуцул (1331,5 m) на Ю от Винени |
| Сътеска     | Σότεσκα        | Сотирос      | Σωτήρος        | река на З от Винени                    |
| Клепушите   | Κλεπούσετε     | Фриди        | Φρύδι          | гора на З от Ахил и на СИ от Винени    |
| Дева        | Ντέβας         | Никиф. Урану | Νικηφ. Ουρανού | планина на СЗ от Ахил                  |
| Видринец    | Βιτρινέτσι     | Видруниси    | Βιδρουνήσι     | остров в Малкото Преспанско езеро      |

Преброявания
- 1913 – 92 души
- 1920 – 64 души
- 1928 – 113 души
- 1940 – 100 души
- 1951 – 34 души
- 1961 – 38 души
- 1971 – 39 души
- 1981 – 31 души
- 1991 – 31 души
- 2001 – 28 души
- 2011 – 21 души

## Галерия
- Стари къщи в Ахил
- Рибарска колиба
- Саркофазите на Самуил, Гаврил Радомир и Иван Владимир
- Базиликата „Свети Ахил“